# Pouhá formalita
Pouhá formalita (originální italský název Una Pura formalità) je italsko-francouzské filmové drama z roku 1994, které vytvořil režisér Giuseppe Tornatore podle vlastního scénáře. Hlavní role komorního dramatu s prvky thrilleru ztvárnili Gérard Depardieu a Roman Polański.

## Děj
Jednoho dne je v lese za hustého deště zadržen policii osamělý a zmatený člověk, navíc postižený ztrátou paměti. Je odveden na policejní stanici, kam později přichází místní komisař a zjišťuje jeho totožnost. Jde o známého spisovatele Onoffa, kterého úspěšné a literárně hodnotné romány komisař miluje a jako vášnivý čtenář z nich dokáže citovat. Komisař si chce se svým idolem pouze promluvit a pak jej propustit, když se ale v lese najde tělo mladé zavražděné ženy, je nucen začít vyšetřování. Během dalších výslechů si Onoff téměř na nic nepamatuje a protiřečí si, dokonce se pokusí o útěk. Během noci přesto odhalí komisaři tajemství své nejlepší knihy (kterou ve skutečnosti nenapsal on) a postupně se rozpomíná i na detaily posledních hodin před svým zatčením. Ráno je jako podezřelý z vraždy deportován pryč a z otevřeného konce filmu není jasná budoucnost, která ho očekává.

## Obsazení
| Gérard Depardieu    | Onoff                  |
| Roman Polański      | inspektor              |
| Sergio Rubini       | Andre, mladý policista |
| Nicola Di Pinto     | kapitán                |
| Tano Cimarosa       | seržant                |
| Maria Rosa Spagnolo | Paula                  |